# Лампа зворотної хвилі

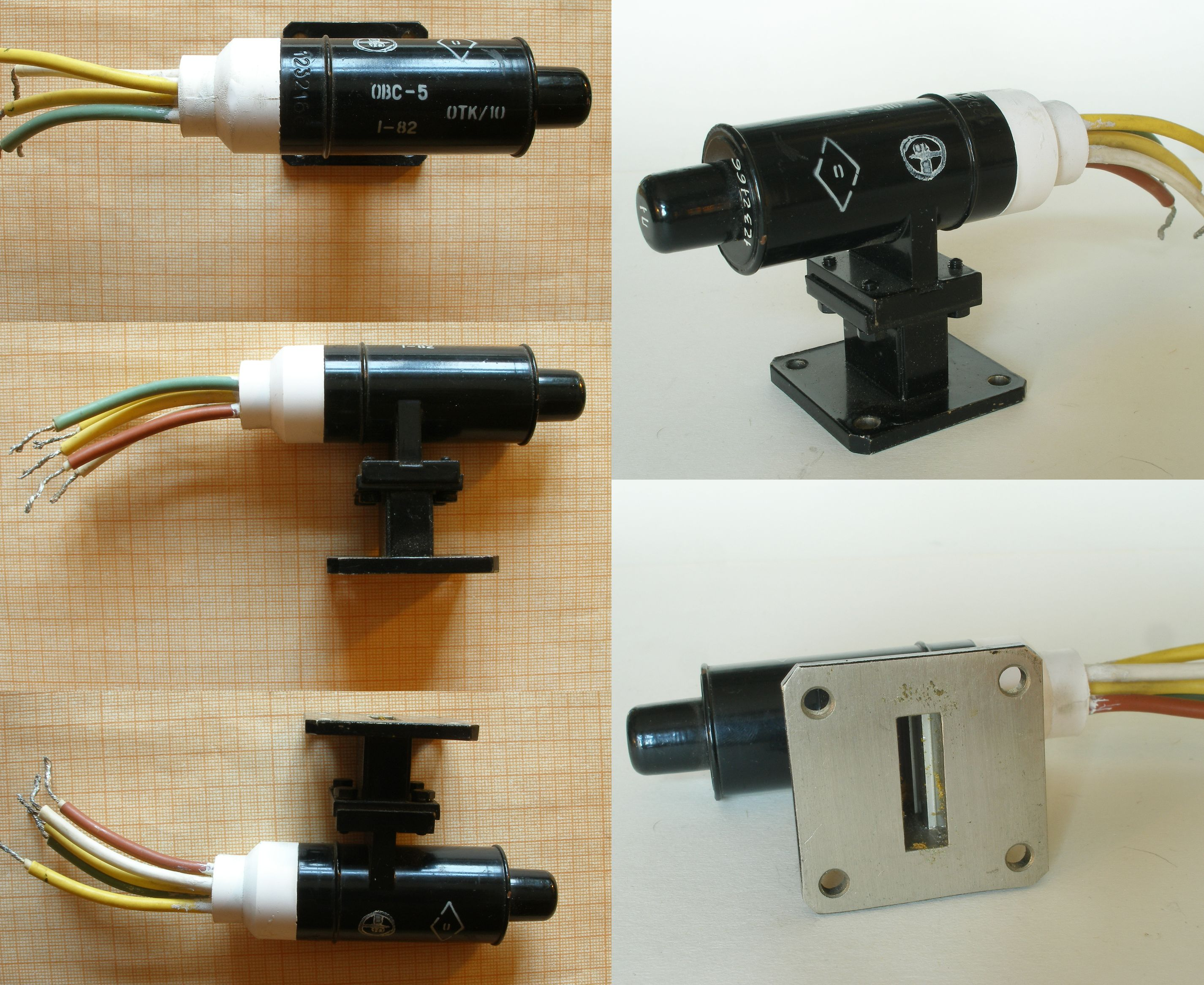
ЛЗХ

Лампа зворотної хвилі (ЛЗХ) — електровакуумний прилад, в якому для генерування електромагнітних коливань НВЧ використовується взаємодія електронного потоку з електромагнітною хвилею, що біжить по уповільненій системі в напрямку, протилежному напрямку руху електронів (на відміну від лампи біжучої хвилі (ЛБХ)).

## Вступ
Перші відомості про розробки ЛЗХ з'явилися в 1948 році в СРСР, розробка велася М. Ф. Стельмахом і його співробітниками. Пізніше в 1952 році в США. Одним із творців ЛЗХ є Рудольф Компфнер (Rudolf Kompfner).
Лампи зворотної хвилі поділяються на два класи: ЛЗХ типу О і ЛЗХ типу М. У приладах типу О відбувається перетворення кінетичної енергії електронів в енергію НВЧ поля в результаті гальмування електронів цим полем. У приладах типу М в енергію НВЧ поля переходить потенційна енергія електронів, що зміщуються в результаті багаторазового гальмування і розгону від катода до анода. Середня кінетична енергія при цьому залишається незмінною.
Лампу зворотної хвилі типу «M» іноді називають карцінотроном (або карсінотроном). Найчастіше таку назву можна зустріти в зарубіжній літературі.

## Лампа зворотної хвилі типу О

### Пристрій і принцип дії

Пристрій ЛЗХ типу О

Електронна гармата створює пучок електронів, що рухається до колектора. Заданий поперечний переріз пучка зберігається постійним за допомогою фокусуючої системи. Припустимо, що з боку колектора в уповільнену систему ЛЗХ введений НВЧ сигнал, тобто вздовж уповільненої системи справа наліво рухається хвиля з груповою швидкістю vгр.
Якби уповільнена система була однорідною, і поле її не містило би просторових неоднорідностей, то фазова швидкість хвилі була б спрямована так само, як і групова, тобто назустріч руху електронів. Обмін енергією між НВЧ-хвилею і пучком електронів мав би бути відсутнім.
Якщо уповільнена система має періодичну структуру, то електромагнітне поле в ній можна розглядати як суму нескінченної кількості коливань (мод) з різними частотами. Фазові швидкості цих мод можуть бути спрямовані як в сторону руху енергії (прямі хвилі), так і в протилежну сторону (зворотні хвилі). Можна підібрати прискорену напругу ({\displaystyle U_{0}}) для пучка електронів так, щоб забезпечити синхронізм між електронами і однією з уповільнених зворотних хвиль '(V e ≅ Vф).
{\displaystyle V_{\phi }={\sqrt {{\frac {2e}{m}}U_{0}}}}
Тоді електрони, по черзі проходячи повз неоднорідності, зустрічають гальмуюче електричне поле (фазу) високочастотного коливання, що призводить до того, що частина кінетичної енергії пучка передається НВЧ-полю уповільнюючої системи. При цьому електронний потік модулюється за швидкостями електронів, що призводить до модуляції густини об'ємного заряду електронного потоку (швидкі електрони наздоганяють повільні). Цей модульований потік, рухаючись у напрямку до колектора, наводить в уповільнюючій системі високочастотний струм. Але енергія хвилі, з якою взаємодіють електрони, рухається назустріч електронному потоку. В результаті на виході уповільненої системи поблизу електронної гармати утворюється поле, яке перевищує початковий сигнал. Лампа набуває властивостей автогенератора .
Таким чином, електронний пучок грає в ЛЗХ подвійну роль — як джерело енергії і як ланка, по якій здійснюється позитивний зворотний зв'язок. Цей зв'язок властивий самому принципу ЛЗХ і принципово неможливо усунути, на відміну від інших генераторів НВЧ.
При зміні частоти ЛЗХ НВЧ-хвиля може відбиватися від навантаження і йти назад в уповільнену систему. Ця відбита хвиля може взаємодіяти з електронним потоком, що буде призводити до зміни вихідної потужності. Для усунення цих ефектів на кінці уповільненої системи, зверненому до колектора включають самоузгоджене навантаження (поглинач).

### Параметри і характеристики

#### Діапазон частот
Частота коливань ЛЗХ залежить від напруги {\displaystyle U_{0}}, прикладеної між уповільнюючою системою і катодом. Сучасні (2005 рік) ЛЗХ покривають діапазон частот від одиниць ГГц до одиниць ТГц.
Ширина діапазону електронної перебудови частот характеризується або коефіцієнтом перекриття діапазону
{\displaystyle \delta _{c}={\frac {f_{max}}{f_{min}}}}
або відносною величиною, вираженою в відсотках
{\displaystyle \delta _{0}=2{\frac {f_{max}-f_{min}}{f_{max}+f_{min}}}100}
де {\displaystyle f_{max}} і {\displaystyle f_{min}} — максимальна і мінімальна частоти діапазону електронної перебудови.
типові значення {\displaystyle \delta _{c}} — 1,5 ÷ 2.

#### Крутизна електронної перебудови частоти
Залежність частоти випромінювання від напруги в уповільнюючій системі ЛЗХ має нелінійний характер. Це пов'язано з тим, що швидкість електронів в потоці {\displaystyle v_{e}} пропорційна квадратному кореню напруги в уповільнюючій системі.
При заданих геометричних розмірах уповільнюючої системи частота генеруючих коливань однозначно визначається величиною напруги в уповільнюючій системі:
{\displaystyle f={\frac {\sqrt {U_{0}}}{\alpha +\beta {\sqrt {U_{0}}}}}}, де α і β залежать тільки від геометричних параметрів.
Крутизна електронної перебудови частоти ЛЗХ збільшується при зменшенні напруги в уповільнюючій системі. При однакових межах зміни напруги в уповільнюючій системі більшу крутизну перебудови мають більш високочастотні ЛЗХ. Крутизна перебудови для ЛЗХ міліметрового діапазону становить десятки мегагерц на вольт, для ЛЗХ сантиметрового діапазону — кілька мегагерц на вольт.

#### Вихідна потужність
Вихідна потужність коливань ЛЗХ приблизно пропорційна величині напруги в уповільненій системі та різниці між робочим і пусковим значеннями струму електронного пучка:
{\displaystyle P_{out}=kU_{0}(I-I_{0})}, де {\displaystyle k} — коефіцієнт пропорційності, {\displaystyle I} — струм електронного променя, {\displaystyle I_{0}} — пусковий струм — мінімальне значення струму електронного променя, при якому виникає генерація.
Зазвичай вихідна потужність випромінювання ЛЗХ становить від декількох мілліват до декількох ват.

Залежність потужності ЛЗХ від напруги на уповільненій системі

Залежність потужності випромінювання від напруги в уповільнюючій системі показана на малюнку. Вихідна потужність ЛЗХ збільшується за рахунок зростання потужності, що підводиться {\displaystyle U_{0}I}. Однак після деякого значення {\displaystyle U_{0}} відбувається зменшення вихідної потужності, пов'язане зі зменшенням різниці між робочим і пусковим значеннями струму електронного пучка {\displaystyle (I-I_{0})} .
Теоретична залежність вихідної потужності від напруги в уповільнюючій системі показана на малюнку пунктирною лінією. Але реальна залежність потужності (суцільна лінія) має набагато більш порізаний характер. Головною причиною цього є
Ступінь нерівномірності кривої вихідної потужності ЛЗХ зазвичай оцінюється величиною перепаду цієї потужності в діапазоні електронної перебудови:
{\displaystyle \delta _{P}=10\lg({\frac {P_{max}}{P_{min}}})}
Максимальний коефіцієнт корисної дії не перевищує в ЛЗХ типу Про декількох відсотків.

#### Спектр коливань
Коливання ЛЗХ, як і інших типів НВЧ генераторів, не є монохроматичним. Розширення спектральної лінії обумовлене випадковою модуляцією, що є наслідком дискретного характеру струму електронного променя, ефекта розподілу струму променя між окремими електродами і елементами сповільнює системи, ефекту мерехтіння катода і інших причин.
Однак в ЛЗХ з магнітним фокусуванням, як і в інших НВЧ приладах типу О, також спостерігається значна періодична модуляція амплітуди і частоти коливань. Однією з причин такої модуляції є релаксаційні коливання, що виникають в електронному потоці в районі електронної гармати.
Також причиною модуляції може бути нестабільність джерела живлення ЛЗХ. Оскільки потужність ЛЗХ може дуже сильно залежати від напруги в уповільненій системі, навіть незначна зміна напруги може призводити до великої модуляції вихідної потужності ЛЗХ.

#### ККД
Максимальний коефіцієнт корисної дії в ЛЗХ типу О не перевищує декількох відсотків.

## Лампа зворотної хвилі типу М

### Відмінність від лампи зворотної хвилі типу О
У ЛЗХ типу О електрони передають полю свою надлишкову кінетичну енергію, яка відповідає різниці швидкостей електронів і хвилі. ККД обмежений допустимою різницею зазначених швидкостей. Навпаки, в ЛЗХ типу М кінетична енергія електронів, не змінюється, а змінюється потенційна енергія і перетворюється на енергію НВЧ поля.
Крім того, в ЛЗХ типу М найбільш сприятлива взаємодія потоку електронів і НВЧ поля відбувається при точній рівності середньої швидкості електронів і фазової швидкості хвилі (Ve = Vф), в той час як для передачі енергії в ЛЗХ типу О вимагається, щоб електрони рухалися трохи швидше хвилі.

### Пристрій і принцип дії

Пристрій ЛЗХ типу М

Інжекторний пристрій створює потік електронів, який рухається до колектора. Електронний потік створює в уповільнюючій системі наведений струм і електромагнітне поле просторових гармонік. Якщо струм променя (потоку електронів) досить великий (більше пускового), на одній з просторових гармонік, для якої виконана умова фазового синхронізму (Ve = Vф), починається взаємодія електронного потоку з полем хвилі, при якому в гальмуючих напівперіодах електричного поля гармоніки буде відбуватися збільшення її енергії за рахунок зменшення потенційної енергії електронів. Електронний потік в ЛЗХ типу М взаємодіє зі зворотніми просторовими гармоніками, для яких напрям фазової і групової швидкостей протилежні, тому електрони рухаються до колектора, а енергія хвилі їм назустріч — до хвильового виходу приладу. В результаті виникає позитивний зворотний зв'язок між полем хвилі і електронним потоком, при якому хвиля, віддає частину своєї енергії на групування електронів, і набуває більшу її кількість за рахунок зменшення потенційної енергії згрупованих електронів.

### Параметри і характеристики

#### Діапазон частот
В ЛЗХ типу О частота випромінювання залежить від напруги в уповільнюючій системі. Зазвичай ЛЗХ типу М використовуються в діапазоні частот від 200 МГц до 20 ГГц з діапазоном електронної перебудови частоти до 40 %.

#### Крутизна електронної перебудови частоти
На відміну від ЛЗХ типу О в ЛЗХ типу М швидкість електронів в прямо пропорційна {\displaystyle U_{0}} (напрузі в уповільнюючій системі). Тому в ЛЗХ типу М для досягнення однакового з ЛЗХ типу О перекриття частотного діапазону потрібна менша зміна {\displaystyle U_{0}}.

#### Вихідна потужність
Сучасні генератори на ЛЗХ типу М здатні забезпечувати вихідну потужність у безперервному режимі порядку десятків кіловат в дециметровому і одиниць кіловат в сантиметровому діапазонах. В даний час вони є найпотужнішими генераторами НВЧ коливань з електронною перебудовою частоти.
Синхронізовані генератори на ЛЗХ типу М мають високу стабільність частоти і низьким рівнем шумів, що дозволяє їх використання в системах зв'язку з частотною модуляцією.

#### ККД
Коефіцієнт корисної дії в ЛЗХ типу М становить 40-60 %.

## Застосування лампа зворотної хвилі
ЛЗХ застосовуються в широкодіапазонних сигнал-і свіп-генераторах для радіотехнічних вимірювань і радіоспектроскопії, в основному для генерації терагерцового випромінювання, в гетеродина в супергетеродинних приймачах та інших схожих пристроях з швидкою перебудовою частоти. .